# Daisuke Kimori
Daisuke Kimori (født 28. juli 1977) er en tidligere japansk fodboldspiller.
Han har spillet for flere forskellige klubber i sin karriere, herunder Shonan Bellmare, Mito HollyHock og Thespa Kusatsu.